# Be@t B@by!!
Be@t B@by!!（ビートベイビー）は、2000年10月から2002年3月まで、TBSラジオに存在したラジオ番組の深夜放送枠。

## 概要
放送時間は月曜日から金曜日までの24:00から25:00。このほか、全国のJRN系列のラジオ局では、同日の27:00から28:00にテープネットで放送されていた。但し、大阪府のMBSラジオとABCラジオはいずれも自社編成のためネットしなかった。また、青森放送も自社編成のため2001年3月をもってネットを打ち切った。
2002年4月からは、TBSラジオの25:00から27:00までの番組（旧『UP'S〜Ultra Performer'S radio〜』枠と統合して、『JUNK』へ名称が変更された。その後、24時台の番組は2003年9月に放送枠が消滅し終了した。
1. ↑  かつてはこの時間に「いすゞ歌うヘッドライト〜コックピットのあなたへ〜」→「Ride on music!」をネットしていたがネット打ち切り
2. ↑  「RAB MIDNIGHT TRAIN」放送のため。後枠のJUNKは2003年4月よりネット開始。

## 番組
- 月曜日 - 今井絵理子 HOT LINK
- 火曜日 - タンポポ編集部 OH-SO-RO!
- 水曜日 - Hysteric Blue（- 2001年3月）→DA PUMP ON THE RADIO〜sound freak show〜（2001年4月 -）
- 木曜日 - PIERROT（- 2001年3月）→19 プラスONE（2001年4月 -）
- 金曜日 - YOSHIKI presents Vide Extasy（- 2001年9月）→ゴスペラーズ 真夜中のコーラス（2001年10月 -）